# Boštjan Romih
Boštjan Romih, slovenski televizijski in radijski voditelj, * 30. marec 1976, Slovenj Gradec.
Njegov brat je radijski napovedovalec in kantavtor Matjaž Romih.

## Izobraževanje
- jezikovna smer Gimnazije Lava
- Univerza v Ljubljani, Filozofska fakulteta, ruski jezik in splošno jezikoslovje

## Kariera v medijih
- Radio Slovenija, napovedovalec
- TV3, voditelj zabavno-glasbene oddaje
- POP TV, voditelj narodno-zabavne glasbene oddaje Raketa pod kozolcem
- POP TV, voditelj kviza Lepo je biti milijonar
- TV Slovenija, voditelj oddaje Na zdravje! (januar 2007–2013)
- Radio 1, voditelj jutranjega programa (april 2007–september 2009 )
- Radio 1, voditelj nedeljske jutranje oddaje Zajtrk z zvezdami (september 2009–2019)
- POP TV, voditelj oddaje Hipnoza: dobra zabava (2017)
- TV Slovenija, voditelj oddaje Ambienti (2018–danes)
- TV Slovenija, voditelj jutranje oddaje Dobro jutro (2021–december 2023)[1]
- TV Slovenija, voditelj pogovorne oddaje Izven okvirja (2024)

## Zasebno
V zakonu z ženo Laro, s katero sta se poročila leta 2004, so se jima rodili trije otroci. Marca 2024 sta se ločila.